# Stadio Oreste Granillo
Lo stadio Oreste Granillo è un impianto sportivo di Reggio Calabria, che sorge nella zona meridionale della città.
È sede degli incontri interni di calcio della Reggina. Nella stagione 2012-2013 è stato utilizzato dall'HinterReggio Calcio, promossa in Lega Pro Seconda Divisione. È il primo stadio della Calabria per capienza.
È intitolato alla memoria di Oreste Granillo, presidente della prima Reggina promossa in Serie B e sindaco della città dal 1980 al 1982.

## Storia

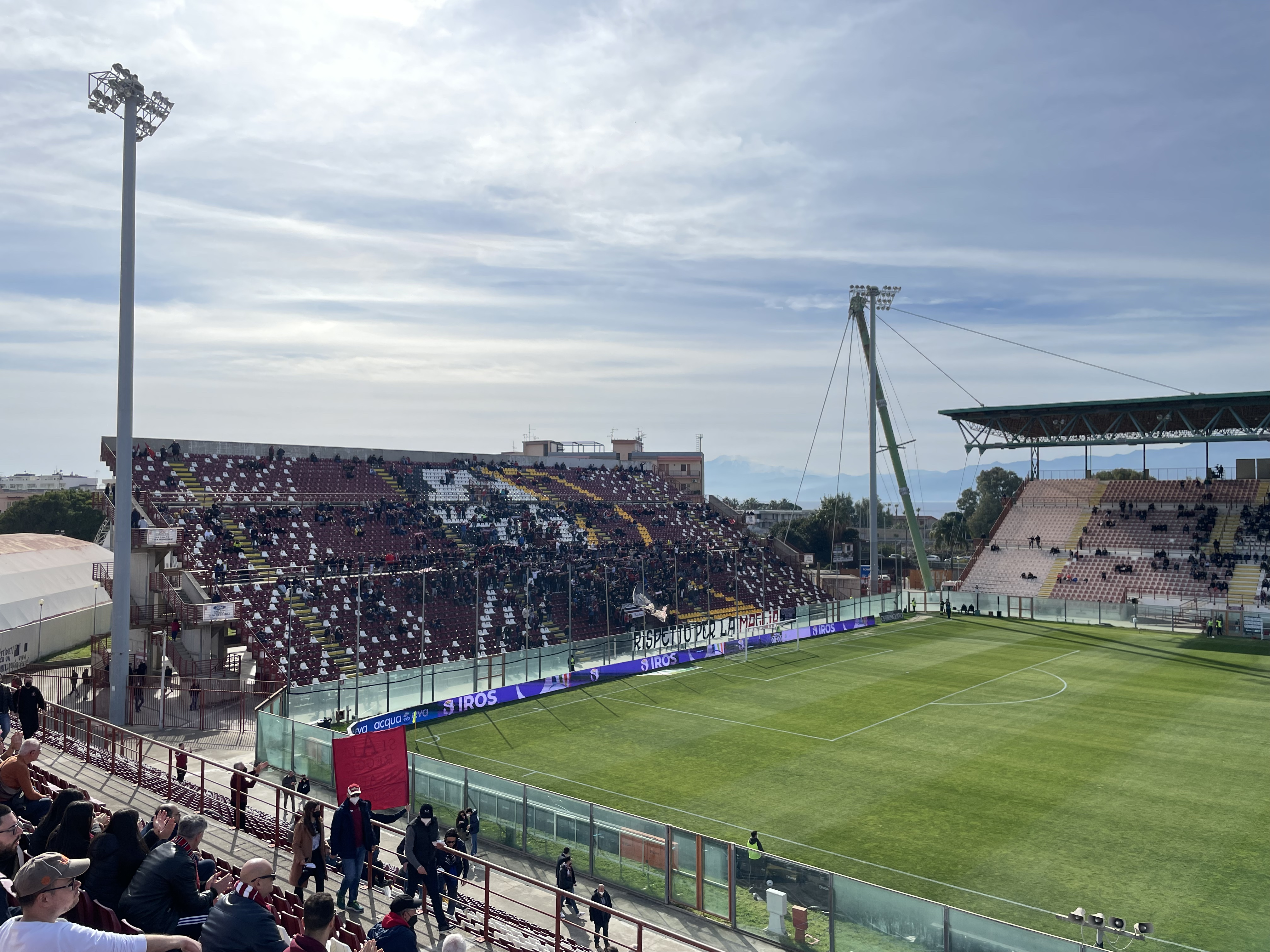
La Curva della tifoseria amaranto (della reggina) nello stadio nel 2022

Nel 1932 viene edificato lo stadio Michele Bianchi per volontà dell'allora presidente della Reggina Giuseppe Vilardi, primo vero stadio della città di Reggio Calabria, esattamente nel sito dove oggi sorge il Granillo. Negli anni seguenti il "Bianchi" cambiò diversi nomi, fino alla denominazione di Stadio Comunale.
Vengono successivamente effettuate opere di ampliamento, negli anni sessanta viene coperta la tribuna e negli anni ottanta viene costruita la curva nord (assente nella struttura originaria) il che porterà l'impianto in pianta ovale e con pista d'atletica ad una capienza massima di 15.000 posti.
Per poter ospitare un numero sempre crescente di tifosi, dal 1997 l'impianto è stato interamente rinnovato a blocchi. Per prima viene abbattuta la curva sud, successivamente la nord e la gradinata e per ultima la tribuna coperta. Viene tolta completamente la pista d'atletica e due anni dopo, il 18 settembre 1999, viene inaugurato il nuovo Stadio Oreste Granillo in occasione della seconda gara del campionato di Serie A 1999-2000 (Reggina-Fiorentina 2-2), completamente riedificato sulla stessa superficie del "Michele Bianchi" di quasi settanta anni prima.
Nel 2008, si apportarono miglioramenti all'impianto sportivo, tra cui un nuovo tabellone elettronico, una sala per l'ospitalità nella tribuna ovest, due tabelloni elettronici esterni presso la curva nord, miglioramenti agli spogliatoi, suddivisione della tribuna ovest in settori con nuovi seggiolini. Inoltre, nella tribuna ovest, si crearono postazioni per persone con disabilità e una terrazza centrale.
Nell'ottobre 2012 la società Gsport ha iniziato (senza portare a termine) alcuni lavori che hanno portato alcune migliorie all'impianto. Si è iniziato con la parte esterna dello stadio dove si è proceduto alla copertura dei pilastri e di tutta la struttura esterna della tribuna, lavori che avrebbero dovuto interessare tutto lo stadio. Successivamente si è passati al rinnovamento delle due aree hospitality, alla zona mista e agli spogliatoi.
L'impianto ha ospitato due incontri della nazionale italiana: l'amichevole del 26 aprile 2000 contro il Portogallo (vittoria italiana per 2-0, reti di Iuliano e Totti, circa 25.000 spettatori) e la gara di qualificazione agli Europei 2004 dell'11 ottobre 2003 contro l'Azerbaigian (4-0 con due reti di Inzaghi e una a testa di Vieri e Di Vaio, di fronte a 22.100 spettatori).

## Struttura

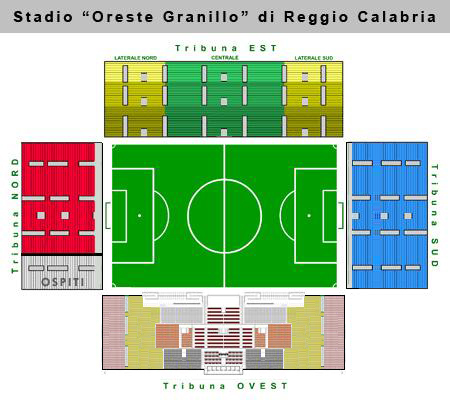
Schema dei posti dello Stadio Granillo

Gli spalti del Granillo offrono un'ottima visuale del terreno di gioco, essendo molto ravvicinati ad esso, e sono divisi in quattro distinte tribune (nord - sud - est - ovest). Tutti i 26.343 posti disponibili sono numerati e dotati di seggiolini.

### Restyling
Per ottemperare alle nuove normative della LNPB, vista la promozione della squadra in Serie B, ad agosto 2019 sono iniziati i lavori per la sostituzione di tutti i seggiolini della gradinata est, dove sono stati montati quelli con la spalliera. Essendo questi più grandi dei precedenti, l'impianto ha subito una riduzione di circa 1.200 posti, quindi la capienza è scesa a 26.343 posti.
Nel luglio 2020 sono state apportate delle migliorie all'impianto adeguandolo alle norme vigenti della categoria. I lavori hanno interessato la riseggiolatura delle curve nord, sud e settore ospiti, il rifacimento con allargamento e abbassamento delle panchine (compresa quella del quarto uomo), una nuova stanza per il VAR, nuovi spogliatoi, nuova infermeria e uno spogliatoio per arbitri di sesso femminile. Come conseguenza di questi interventi, la capienza totale scende a 22.868 posti.

## Eventi

### Calcio

#### Incontri della nazionale italiana
Lo stadio Oreste Granillo è stato sede di due incontri della nazionale di calcio dell'Italia: il primo, amichevole e disputato il 26 aprile 2000 contro il Portogallo, è terminato con il punteggio di 2-0 in favore degli Azzurri; il secondo, valido per le qualificazioni al campionato d'Europa 2004 e giocato l'11 ottobre 2003 contro l'Azerbaigian, è terminato in questo caso con il punteggio di 4-0 per i padroni di casa.